# Lijst van voetbalinterlands Libanon - Palestina
Deze lijst van voetbalinterlands is een overzicht van alle officiële voetbalinterlands tussen de nationale teams van Libanon en Palestina. De landen hebben tot nu toe acht keer tegen elkaar gespeeld. De eerste ontmoeting was een vriendschappelijke wedstrijd op 27 april 1940 in Tel Aviv. Het laatste duel, een kwalificatiewedstrijd voor het Wereldkampioenschap voetbal 2026, werd gespeeld in Ar Rayyan (Qatar) op 6 juni 2024.

## Wedstrijden
| № | Plaats    | Datum            | Competitie                         | Wedstrijd                                       | Uitslag |
| - | --------- | ---------------- | ---------------------------------- | ----------------------------------------------- | ------- |
| 1 | Tel Aviv  | 27 april 1940    | Vriendschappelijk                  | Mandaatgebied Palestina − Frans Mandaat Libanon | 5 − 1   |
| 2 | Beiroet   | 20 juli 1998     | Arab Nations Cup 1998 kwalificatie | Libanon − Palestina                             | 3 − 1   |
| 3 | Farwaniya | 11 december 2012 | West-Azië Cup 2012                 | Libanon − Palestina                             | 0 − 1   |
| 4 | Sidon     | 31 augustus 2015 | Vriendschappelijk                  | Libanon − Palestina                             | 0 − 0   |
| 5 | Beiroet   | 10 november 2016 | Vriendschappelijk                  | Libanon − Palestina                             | 1 − 1   |
| 6 | Karbala   | 5 augustus 2019  | West-Azië Cup 2019                 | Libanon − Palestina                             | 0 − 0   |
| 7 | Sharjah   | 16 november 2023 | WK 2026 kwalificatie               | Libanon − Palestina                             | 0 − 0   |
| 8 | Ar Rayyan | 6 juni 2024      | WK 2026 kwalificatie               | Palestina − Libanon                             | 0 − 0   |

## Samenvatting
| Competitie                    | Totaal gespeeld | Winst Libanon | Gelijk | Winst Palestina | Doelsaldo Libanon – Palestina |
| ----------------------------- | --------------- | ------------- | ------ | --------------- | ----------------------------- |
| WK-kwalificatie               | 2               | 0             | 2      | 0               | 0 − 0                         |
| Arab Nations Cup-kwalificatie | 1               | 1             | 0      | 0               | 3 − 1                         |
| West-Azië Cup                 | 2               | 0             | 1      | 1               | 0 − 1                         |
| Vriendschappelijk             | 3               | 0             | 2      | 1               | 2 − 6                         |
| Totaal                        | 8               | 1             | 5      | 2               | 5 − 8                         |

FLFA · 
A-internationals · 
Libanees vrouwenelftal
1940 – 1949 · 
1950 – 1959 · 
1960 – 1969 · 
1970 – 1979 · 
1980 – 1989 · 
1990 – 1999 · 
2000 – 2009 · 
2010 – 2019 ·
2020 − 2029
Afghanistan ·
Algerije ·
Armenië ·
Australië ·
Bahrein ·
Bangladesh ·
Bhutan ·
Bulgarije ·
Cambodja ·
China ·
Cyprus ·
Djibouti ·
Ecuador ·
Egypte ·
Equatoriaal-Guinea ·
Estland ·
Filipijnen ·
Gabon ·
Georgië ·
Hongarije ·
Hongkong ·
India ·
Irak ·
Iran ·
Jemen ·
Jordanië ·
Kazachstan ·
Kirgizië ·
Koeweit ·
Laos ·
Libië ·
Malediven ·
Maleisië ·
Malta ·
Marokko ·
Mauritanië ·
Mongolië ·
Montenegro ·
Myanmar ·
Namibië ·
Nieuw-Zeeland ·
Noord-Korea ·
Noord-Macedonië ·
Oeganda ·
Oezbekistan ·
Oman ·
Oost-Timor ·
Pakistan ·
Palestina ·
Qatar ·
San Marino ·
Saoedi-Arabië ·
Singapore ·
Slowakije ·
Soedan ·
Somalië ·
Sri Lanka ·
Syrië ·
Tadzjikistan ·
Thailand ·
Tsjechië ·
Tunesië ·
Turkije ·
Turkmenistan ·
Vanuatu ·
Verenigde Arabische Emiraten ·
Vietnam ·
Zuid-Korea
PFF · 
Bondscoaches · 
A-internationals · 
Palestijns vrouwenelftal
1953 – 1959 ·
1960 – 1969 ·
1970 – 1979 ·
1980 – 1989 ·
1990 – 1999 ·
2000 – 2009 ·
2010 – 2019 ·
2020 − 2029
Afghanistan ·
Australië ·
Azerbeidzjan ·
Bahrein ·
Bangladesh ·
Bhutan ·
Burundi ·
Cambodja ·
Chili · 
China ·
Comoren ·
Egypte ·
Filipijnen ·
Griekenland ·
Guam ·
Hongkong ·
India ·
Indonesië ·
Irak ·
Iran ·
Japan ·
Jemen ·
Jordanië ·
Kazachstan ·
Kirgizië ·
Koeweit ·
Libanon ·
Libië ·
Malediven ·
Maleisië ·
Marokko ·
Mauritanië ·
Mongolië ·
Myanmar ·
Nepal ·
Noord-Korea ·
Oezbekistan ·
Oman ·
Oost-Timor ·
Pakistan ·
Qatar ·
Saoedi-Arabië ·
Seychellen ·
Singapore ·
Soedan ·
Sri Lanka ·
Syrië ·
Tadzjikistan ·
Taiwan ·
Tanzania ·
Thailand · 
Turkmenistan ·
Verenigde Arabische Emiraten ·
Vietnam ·
Zuid-Korea